# Rodríguez (Uruguai)
Rodríguez és una localitat de l'Uruguai, ubicada a l'est del departament de San José, sobre el límit amb el departament de Canelones.
Es troba a 30 metres sobre el nivell del mar. Té una població aproximada de 2.561 habitants.